# Isabella (Rebsorte)
Isabella ist eine Rotweinsorte, die ihren Ursprung in Nordamerika hat. Sie ist eine Hybridrebe und erlangte während der Reblauskatastrophe große Bedeutung.

## Abstammung und Geschichte
Isabella ist eine amerikanische Hybride aus Vitis labrusca x Vitis vinifera.
Die Bezeichnung Isabella soll auf den Rebenzüchter William R. Prince auf Long Island zurückgehen. Er erhielt von Frau Isabella Gibbs Rebpflanzen und verwendete diese für seine Züchtungen. Eine daraus entstandene Rebsorte wurde von dem Rebenzüchter nach dem Vornamen von Frau Gibbs Isabella benannt. Nach ihrer Angabe sollen die Reben aus der Ortschaft Dorchester in South Carolina stammen. Die Herkunft aus South Carolina wird heute bezweifelt. 1816 wurde die Rebsorte erstmals beschrieben. Schon im Jahr 1820 kam die Rebsorte nach Frankreich und über die Brüder Baumann aus dem elsässischen Bollweiler nach Deutschland.
Nach den drastischen Ausfällen der europäischen Weinreben durch die Reblaus in der zweiten Hälfte des 19. Jahrhunderts wurden resistentere als die bisher vornehmlich angebauten Rebsorten gesucht. Folglich wurde Isabella gemeinsam mit anderen aus Amerika stammenden Rebsorten verstärkt nach Europa importiert und kultiviert. So wurde sie über ganz Europa verbreitet.

## Ampelografische Merkmale
- Die Triebspitze ist stark wollig behaart und hat eine leichte rötliche Färbung.
- Das Blatt ist mittelgroß, dreilappig mit langgezogener, keilförmiger Mittellappe. Die Oberseite der Blätter ist dunkelgrün. An der Unterseite sind sie grauweiß und extrem wollig bis filzig. Die Stielbucht der Blätter hat V-Form und ist geschlossen bis überlappend. Der Blattrand weist nur eine leichte Zähnung auf.
- Die großen, lockerbeerigen  Trauben sind meist zylindrisch bis konisch und nur einfach geschultert. Ihre mittelgroßen, ovalen Beeren sind dickschalig, tiefschwarz und stark beduftet. Die Beerenfarbe bildet sich schon vor der eigentlichen Reife heraus. Ihr Geschmack besitzt einen ausgeprägten Fox-Ton (Erdbeergeschmack). Als weiteres Charakteristikum gilt, dass die Trauben nicht gleichzeitig reifen.

## Eigenschaften
Die Rebsorte ist starkwüchsig und reichtragend. Sie besitzt hohe Pilz- und Reblausresistenz. Sie kommt gut mit tropischen und subtropischen Bedingungen zurecht.

## Wein
Beim Keltern gibt Isabella einen schleimigen Most, der nur schwierig vergoren werden kann. Dies mindert die Ausbeute und erschwert die Weinherstellung neben der ungleichzeitigen Reife zusätzlich. Die Weine sind hellrot und besitzen einen intensiven, an künstliches Erdbeeraroma erinnernden Fox-Ton. Meist werden die Trauben als Tafeltrauben verwendet. Wenn es zu einer Verarbeitung kommt, werden sie häufig zu Traubensaft oder leichten Roséweinen, gelegentlich aber auch zu Schaumwein („Sparkling Isabella“) verarbeitet.

## Verbreitung
Größere Bedeutung hat die Rebsorte heute noch in den GUS-Staaten, hier vornehmlich in Aserbaidschan, Georgien, Moldawien und Ukraine, als auch in der Schweiz, Portugal und auf den portugiesischen Inseln Madeira und den Azoren. Kleine Bestände existieren auch noch in Österreich, Italien, Frankreich und Kroatien. Im österreichischen Burgenland wird sie gerne für die lokale Weinspezialität Uhudler verwendet. Allerdings werden in Österreich fälschlicherweise oft alle roten Direktträger als Isabella bezeichnet. Im Nordosten Italiens wird aus ihr ein Wein mit dem Namen Fragolino gewonnen. Im italienischen Sprachraum gibt es unter dem Namen „Uva fragola“ (Erdbeertraube) die gleichen Verwechslungen wie in Österreich.
Auch in Neuseeland wurde sie wegen ihrer Reblauswiderstandsfähigkeit gepflanzt. Dort war sie 1960 noch die häufigste Rebsorte. Isabella reift auch unter tropischen Bedingungen und wird deshalb gerne in den Ländern der Neuen Welt kultiviert, wie z. B. in Brasilien, Uruguay, Japan, Indien und auf dem indonesischen Bali.
Die weltweite Anbaufläche beträgt 32.494 ha (Stand 2013).
Bei der in Indien weitverbreiteten Rebsorte Bangalore Blue handelt es sich vermutlich um eine Selektion der Rebsorte Isabella. An den Rebsorten Carter und York-Madeira sind Sämlinge von Isabella beteiligt.
Auch findet man diese Rebsorte in der östlichen Schwarzmeerregion (Türkei) der Türkei. Dort werden die Trauben für die Produktion von Pekmez verwendet und die Weinblätter beim Zubereiten von Dolma.

## Synonyme
Alexander, Americano, Amerikanska Loza, Ananas, Ananaszoeloe, Arkansastraube, Bangalore Blue, Batum Uezuemue, Bellina, Black Cape, Blaue Isabella, Bromostaphylo, Bungalore Blue, Capsunica, Captraube, Capwein, Catalan Negro, Champania, Christie’s Improved Isabella, Cilek Uezuemue, Cimavica, Constantia, Constanziatraube, Dorchester, Edes, Eperszoeloe Piros, Eperzamatu, Erdbeertraube, Fragola Crna, Framboisier, Fraula, Fraulaghju, Fravula, Frutilla, Gibb’s Grape, Gros Framboise, Guercue Uezuemue, Isabel, Isabella, Isabella Blaue, Isabella Nera, Isabelle, Isabelle D’Amerique, Isabellinha, Izabel, Izabela, Izabela Crna, Izabella, Izabella Piros, Izabelle, Jahodovy Hrozen, Kepshuna, Kerkyraios, Kokulu Uezuem, Koreos, Lidia, Loipe Makedonia, Mihacir Uezuemue, Moschostaphylo, New Hanover, Nostrano, Odessa, Ontessa, Paign’s Isabella, Paine’s Early Sanborton, Payne’s Early, Paynes Isabella, Piros Eperszoeloe, Piros Izabella, Raisin De Cassis, Raisin Du Cap, Raisin Fraise, Raisin Framboise, Sainte Helena, Sainte Helene, Saluda, Sampanija, Sauborton, Schuykill, Strawberry Grape, Tjortjidica, Tzampela, Tzortzidika Chakidike, Tzortzines, Utkopro, Uva Americana, Uva Cimice, Uva Fragola, Uva Fraula, Vernet, Woodward, Zampela.